# Krasznasándorfalu
Krasznasándorfalu falu Romániában, Szatmár megyében.

## Fekvése
Szatmár megye déli részén, Krasznabéltektől keletre fekvő település.

## Története
Krasznasándorfalu nevét az oklevelek már 1410-ben ben említik, nevét már ekkor mai alakjában írták.
A falut Bélteki Drágfi Sándor telepítette 1387-ben, s nevét is róla kapta a település.
1555-ig a Drágfiaké volt a település, azon túl az Erdődi uradalom-al a szatmári várhoz, a szatmári uradalomhoz tartozott, egészen 1641-ig.
1641-ben Prépostvári Bálint kapta meg  Krasznasándor birtokát.
A szatmári béke után a település gróf Károlyi Sándoré lett a birtok.
1760 körül a Károlyiak svábokat telepítettek a faluba, akik a leégett Szakasz településről jöttek, s önálló egyházat is alapítottak, s 1783-ban még templomot is építettek.
A falu határában levő egykori helynév: Sándruczen äker (kissándorfalusi föld) a régi falu helyét jelöli.
Borovszky az 1900-as évek elején az alábbi adatokat jegyezte föl a településről: "Kisközség 94 házzal, 521 lakossal, akik közül 44 magyar, 452 német, 25 oláh és 441 római katolikus, 42 görögkatolikus, 36 izr. Határa 2099 kat. hold.

## Nevezetességek
- Római katolikus templom